# Erik Mongrain
Erik Mongrain (Mont-real, Canadà, 12 d'abril de 1980) és un compositor i guitarrista quebequès, conegut pel seu únic estil acústic i per la seva tècnica de tocar la guitarra acústica fent tapping amb les dues mans.

## Discografia
- Equilibrium (2008)
- Fates (2007)
- Un paradis quelque part (2005)
- Les pourris de talent (2005)